# Cuarto Recinto Fortificado
El Cuarto Recinto Fortificado es uno de los cuatro recintos fortificados que componen la ciudadela española de Melilla la Vieja, en Melilla. Está situado al este del Tercer Recinto Fortificado.

## Descripción
Está dominado por el Conjunto monumental de los Fuertes de las Victorias, en la Altura del Cubo. Comenzando por el norte, está formado por el Fuerte del Rosario, el Fuerte de Victoria Grande, detrás del cual se encuentra la Luneta de San Antonio y el Fuerte de Victoria Chica, con su contraguardia.
Continuando hacia el oeste se encuentran la Cortina Cuarto Recinto Fortificado, de la que sobresale el Reducto de la Plataforma, de 1783, el Fuerte de San Carlos, en cuyas cercanías se encuentra el Cementerio Cristiano de San Carlos y el Cementerio Hebreo de San Carlos. Por último, en la zona más baja, los restos del Fuerte de San Miguel, el Rastrillo de Espadas, la contraescarpa y el Camino Cubierto de San Miguel, compuesto de comunicación alta y comunicación baja., así como aislada y cerca de los acantilados de La Alcazaba, el Fuerte de Santiago.
Todo el recinto esta horadado por las Minas del Cuarto Recinto.